# Fundația Familiei Menachem H. Elias

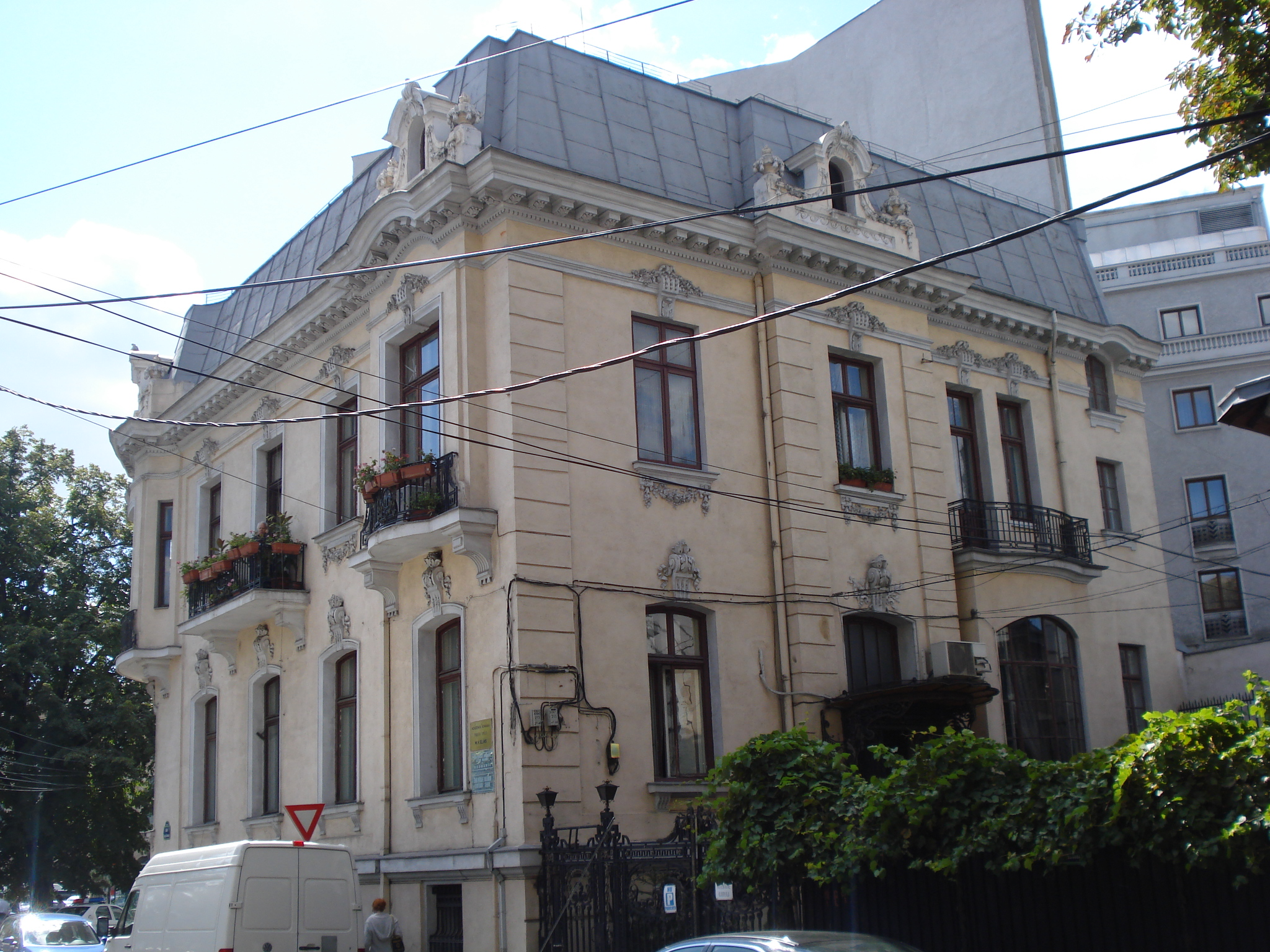
Sediul Familiei „Menachem H. Elias”
situat în apropiere Ateneului Român

Fundația Familiei „Menachem H. Elias” este o fundație testamentară, situată în București, având ca scop întemeierea, întreținerea, dezvoltarea sau ajutarea instituțiilor de cultură națională, precum și efectuarea unor opere de asistență publică și de binefacere, aflată sub egida Academiei Române. Prin testamentul scris în data de 15 decembrie 1914, Jacques M. Elias stabilește ca succesor al întregii sale averi Academia Română și înființează fundația care astăzi îi poartă numele. În acest testament, Elias cere moștenitorului „să înființeze și să stăruie a se recunoaște ca persoană juridică o fundație de cultură națională și de asistență publică numită «Fundația Familiei Menachem H. Elias»”. Prin decretul Regal nr. 3403 din 3 iulie 1923 Academia Română este autorizată să primească moștenirea defunctului și să îndeplinească cererea acestuia din testament. Din punct de vedere juridic, fundația este înființată în 2 aprilie 1925, prin înregistrarea sa la Tribunalul Ilfov, în registrul persoanelor juridice nr. 120/1925.

## Conducerea fundației
- Gabriela Marinoschi – președinte
- Valeriu Ioan-Franc – vicepreședinte
- Irina Cajal-Marin – administrator delegat, director
- Irinel Popescu – membru
- Ștefan Constantinescu – membru
- Nicolae Popa – membru
- Ion Anghel – membru

## Foști membri în conducerea fundației
- Grigore Antipa
- Ion Bianu
- Nicolae Cajal
- Ioan Ceterchi
- Paul Mircea Cosmovici – membru
- David Davidescu – membru
- David Emanuel
- Dimitrie Gusti
- Traian Ionașcu
- George Marinescu
- Constantin Ion Parhon
- Andrei Rădulescu
- Constantin Rădulescu-Motru
- Victor Emanuel Sahini – membru
- Mihail Sadoveanu
- Ion Simionescu
- Maya Simionescu – președinte
- Vasile Stănescu – administrator delegat, director
- Barbu Alexandru Știrbei
- Gheorghe Țițeica
- Radu Voinea – membru;
- Radu P. Voinea – vicepreședinte
- Dumitru Voinov